# MV Qajaq W

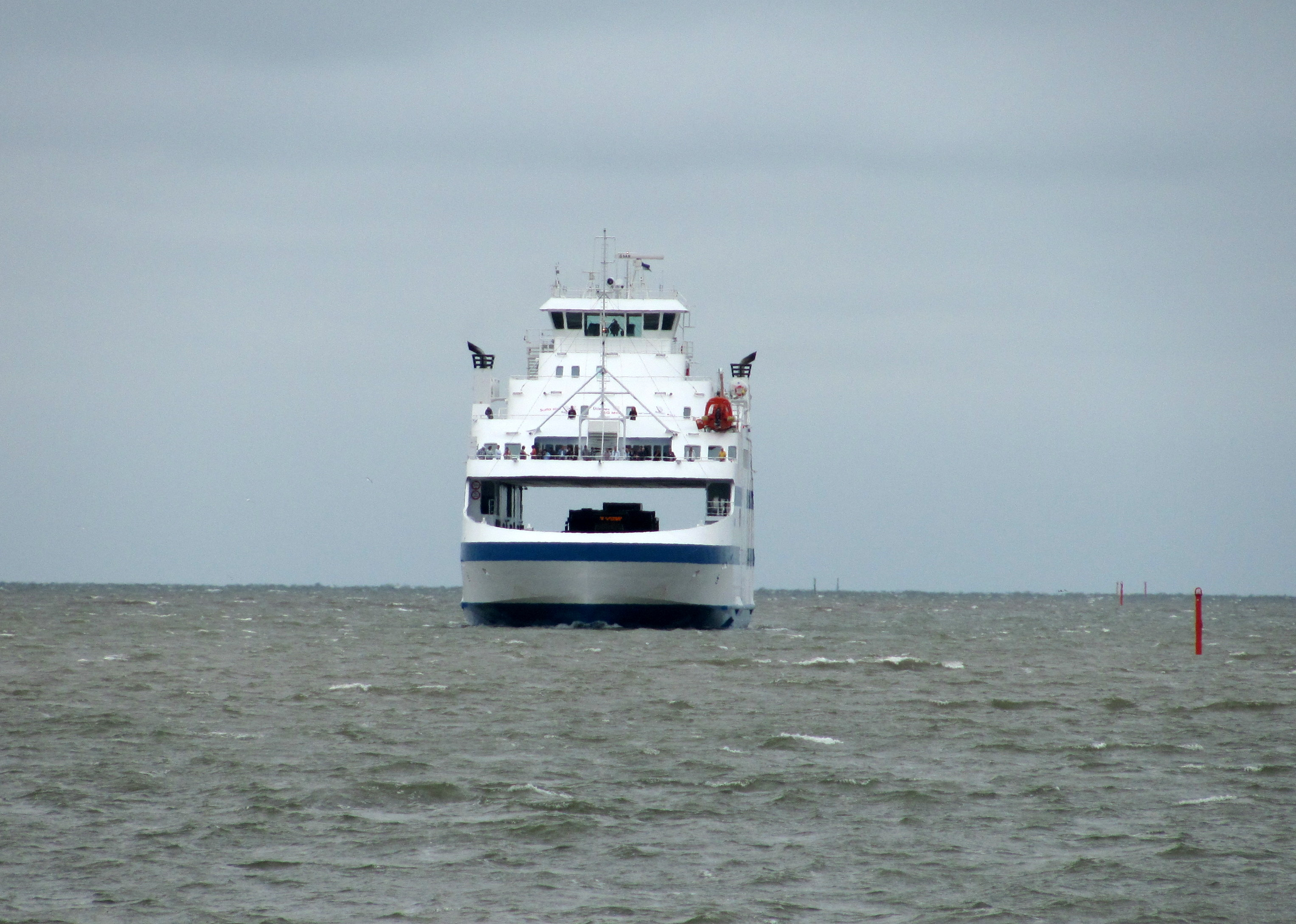
M/S Muhumaa, 2010

MV Qajaq W är en färja som seglar för Labrador Marine mellan Blanc-Sablon och St.Barbe i Kanada.
Hon byggdes 2008 som M/S Muhamaa för det estniska rederiet Saaremaa Laevakompanii. Skrovet byggdes av Western Shipyard i Klaipėda i Litauen och hon färdigställdes på Fiskerstrand Verft i Sula kommun i Norge. I samma färjebeställning ingick systerfartygen M/S Hiijamaa och M/S Saaremaa. Färjorna skulle med hemmahamn i Kuressaare gå i trafik mellan det estniska fastlandet och öarna Dagö och Moon. 
M/S Muhamaa sattes senare från 2015 in på den tyska rutten mellan Brunsbüttel och Cuxhaven i Elbemynningen av det anknutna rederiet Elb-Link, från 2017 under namnet Grete.
Efter konkurs för Saaremaa Laevakompanii och Elb-Link såldes hon 2018 till kanadensiska Labrador Marine i St. John's, Newfoundland och Labrador.
Sedan 2019 går hon i trafik som ersättare för bland andra M/S Apollo, omdöpt till Qajaq W, över Belle Isle-sundet mellan Blanc-Sablon, i provinsen Québec och St. Barbe på ön Newfoundland, en tur på 1:45 timme.